# Lista țărilor după numărul de tancuri

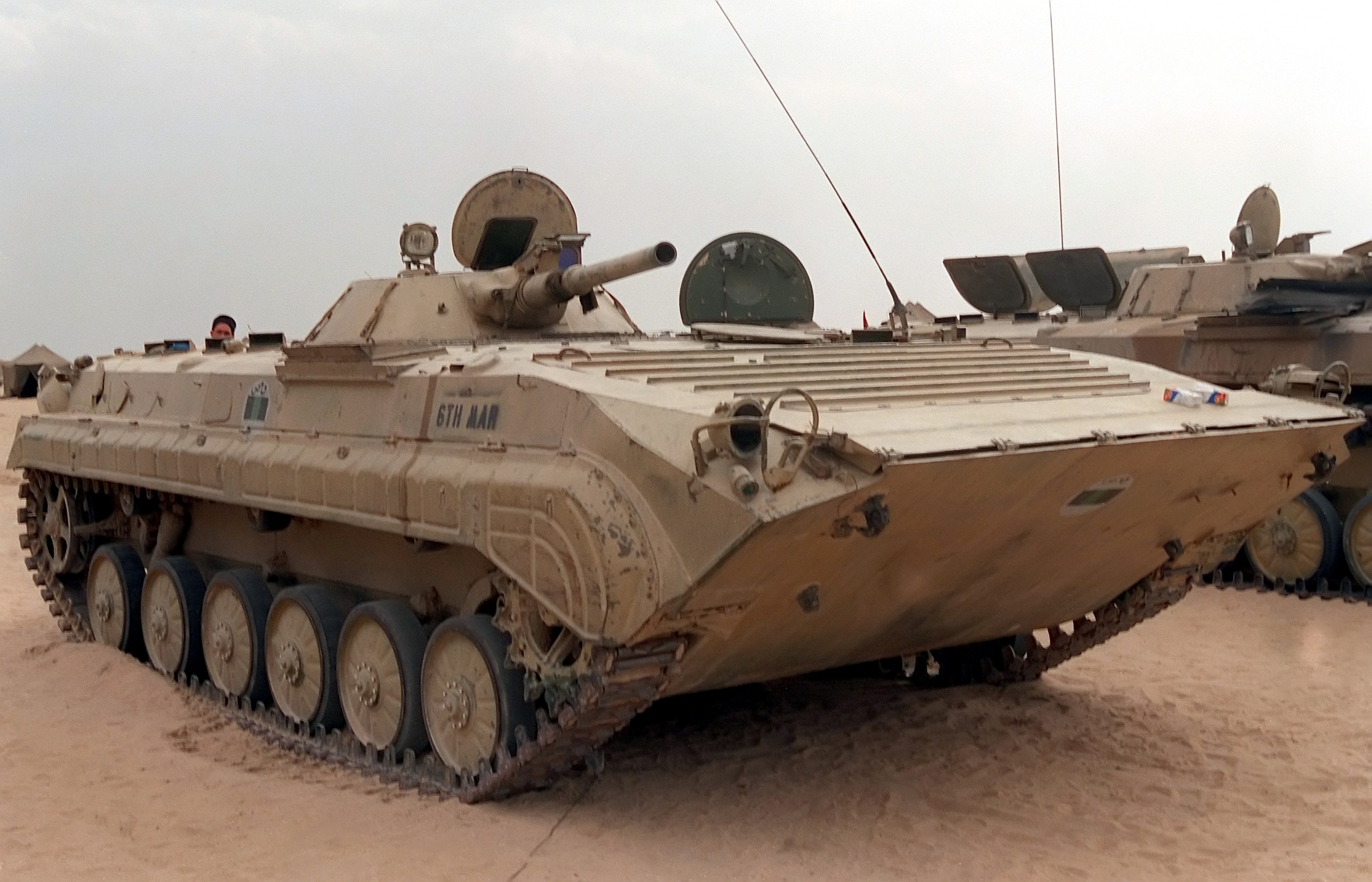
Rusia are peste 12 000 de tancuri BMP-1/-2/-3

Lista țărilor după numărul de tancuri principale de luptă
1. Rusia 710[1]
2. Egipt 7
3. China 00
4. SUA 25
5. India 8
6. Turcia 00
7. Pakistan 00
8. Ucraina 4
9. Coreea de Nord 00
10. Iran 2895[2]
11. Germania 2500
12. Coreea de Sud 9
13. Taiwan
14. Vietnam 9
15. Israel 1680[3]

România se află pe locul 46 cu 50 de tancuri.